# Iskristoevatnet
Iskristoevatnet är en sjö i Antarktis. Den ligger i Östantarktis. Norge gör anspråk på området. Iskristoevatnet ligger 128 meter över havet.